# 里勒河畔弗勒讷斯
里勒河畔弗勒讷斯（法語：Freneuse-sur-Risle，法語發音：[fʁənøz syʁ ʁil]）是法国厄尔省的一个市镇，位于该省西北部，属于贝尔奈区。

## 地理
里勒河畔弗勒讷斯（49°15'11"N, 0°40'25"E）面积8.13 平方千米，位于法国诺曼底大区厄尔省，该省份为法国北部内陆省份，北起滨海塞纳省，西接奧恩省和卡爾瓦多斯省，南至厄尔-卢瓦省，东临瓦兹省、瓦兹河谷省和伊夫林省。
与里勒河畔弗勒讷斯接壤的市镇（或旧市镇、城区）包括：欧图、里勒河畔格洛、利韦叙欧图、蓬托图。
里勒河畔弗勒讷斯的时区为UTC+01:00、UTC+02:00（夏令时）。

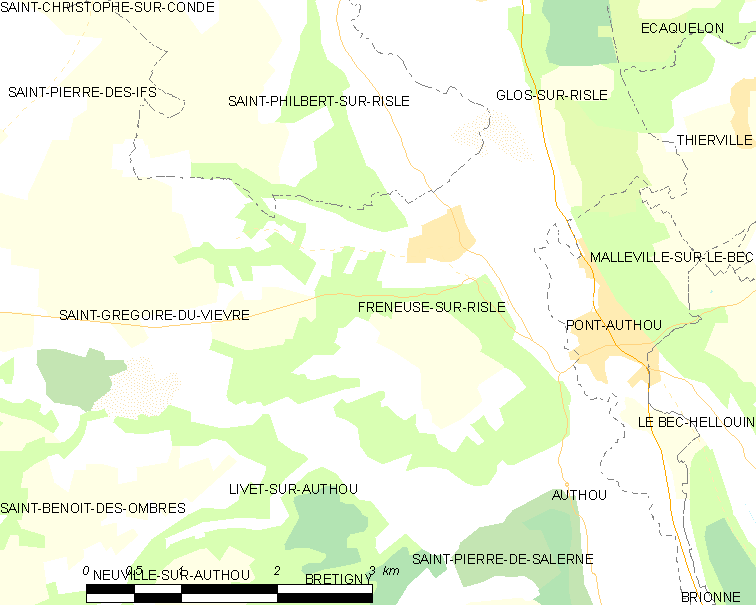
里勒河畔弗勒讷斯的OSM定位图

## 行政
里勒河畔弗勒讷斯的邮政编码为27290，INSEE市镇编码为27267。

## 政治
里勒河畔弗勒讷斯所属的省级选区为蓬托德梅尔县。

## 人口

1962-2008年间里勒河畔弗勒讷斯人口变化图示

里勒河畔弗勒讷斯于2022年1月1日时的人口数量为336人。